# Wahlkreis Treptow-Köpenick 1
Der Wahlkreis Treptow-Köpenick 1 ist ein Abgeordnetenhauswahlkreis in Berlin. Er gehört zum Wahlkreisverband Treptow-Köpenick und umfasst seit der Abgeordnetenhauswahl 2006 die Gebiete Alt-Treptow, Plänterwald, Baumschulenweg, nördliches Niederschöneweide und Oberschöneweide (westlichster Teil).

## Abgeordnetenhauswahl 2023
Bei der Wahl zum Abgeordnetenhaus von Berlin 2023 traten folgende Kandidaten an:
| Name                              | Partei           | Anteil der Erststimmen | Anteil der Zweitstimmen |
| --------------------------------- | ---------------- | ---------------------- | ----------------------- |
| Katalin Gennburg                  | Die Linke        | 25,9 %                 | 20,9 %                  |
| Catrin Wahlen                     | Grüne            | 19,3 %                 | 21,3 %                  |
| Dustin Hoffmann                   | CDU              | 18,8 %                 | 18,3 %                  |
| Alexander Freier-Winterwerb       | SPD              | 16,0 %                 | 15,8 %                  |
| Andrea Lorenz                     | AfD              | 09,8 %                 | 09,8 %                  |
| Carolin Pleier                    | Tierschutzpartei | 03,3 %                 | 02,7 %                  |
| Vincent Westphal                  | FDP              | 02,7 %                 | 03,1 %                  |
| Dewitt Hnida                      | Die PARTEI       | 02,5 %                 | 02,2 %                  |
| Carsten Stahl                     | Freie Wähler     | 00,8 %                 | 00,3 %                  |
| Stephan Haube                     | dieBasis         | 00,7 %                 | 00,5 %                  |
| Steffen Kadow                     | ÖDP              | 00,3 %                 | 00,1 %                  |
| Christian Seiffert                | LKR              | 00,1 %                 | 00,1 %                  |
| –                                 | Sonstige         | –                      | 04,9 %                  |
| Wahlberechtigte: 35.320 Einwohner |                  |                        |                         |
| Wahlbeteiligung: 62,6 %           |                  |                        |                         |

## Abgeordnetenhauswahl 2021
Bei der Wahl zum Abgeordnetenhaus von Berlin 2021 traten folgende Kandidaten an:
| Name                              | Partei           | Anteil der Erststimmen | Anteil der Zweitstimmen |
| --------------------------------- | ---------------- | ---------------------- | ----------------------- |
| Katalin Gennburg                  | Die Linke        | 26,2 %                 | 23,1 %                  |
| Alexander Freier-Winterwerb       | SPD              | 20,0 %                 | 18,7 %                  |
| Catrin Wahlen                     | Grüne            | 19,9 %                 | 20,6 %                  |
| Dustin Hoffmann                   | CDU              | 10,5 %                 | 09,8 %                  |
| Andrea Lorenz                     | AfD              | 08,6 %                 | 08,5 %                  |
| Vincent Westphal                  | FDP              | 04,5 %                 | 04,8 %                  |
| Carolin Pleier                    | Tierschutzpartei | 03,9 %                 | 02,8 %                  |
| Dewitt Hnida                      | Die PARTEI       | 03,1 %                 | 02,8 %                  |
| Stephan Haube                     | dieBasis         | 01,6 %                 | 01,4 %                  |
| Robert Soyka                      | Freie Wähler     | 01,3 %                 | 00,9 %                  |
| Steffen Kadow                     | ÖDP              | 00,3 %                 | 00,2 %                  |
| Christian Seiffert                | LKR              | 00,1 %                 | 00,1 %                  |
| –                                 | Sonstige         | –                      | 06,3 %                  |
| Wahlberechtigte: 35.700 Einwohner |                  |                        |                         |
| Wahlbeteiligung: 76,2 %           |                  |                        |                         |

## Abgeordnetenhauswahl 2016
Bei der Abgeordnetenhauswahl in Berlin 2016 traten folgende Kandidaten an:
| Name                        | Partei           | Anteil der Erststimmen | Anteil der Zweitstimmen |
| --------------------------- | ---------------- | ---------------------- | ----------------------- |
| Katalin Gennburg            | Die Linke        | 26,4 %                 | 25,6 %                  |
| Alexander Freier-Winterwerb | SPD              | 23,3 %                 | 19,6 %                  |
| Harald Moritz               | Grüne            | 15,5 %                 | 15,6 %                  |
| Wolfgang Holzhausen         | AfD              | 15,4 %                 | 14,8 %                  |
| Dustin Hoffmann             | CDU              | 10,0 %                 | 09,7 %                  |
| Ralf Lauer                  | Die PARTEI       | 03,9 %                 | 03,3 %                  |
| René Pönitz                 | Piraten          | 02,9 %                 | 02,6 %                  |
| Roman-Francesco Rogat       | FDP              | 02,6 %                 | 03,0 %                  |
| –                           | Tierschutzpartei | 0–                     | 02,2 %                  |
| –                           | Graue Panther    | 0–                     | 01,0 %                  |
| –                           | Sonstige         | 0–                     | 02,6 %                  |
| Wahlberechtigte: 33.657     |                  |                        |                         |
| Wahlbeteiligung: 67,1 %     |                  |                        |                         |

## Abgeordnetenhauswahl 2011
Bei der Wahl zum Abgeordnetenhaus von Berlin 2011 traten folgende Kandidaten an:
| Name                              | Partei           | Anteil der Erststimmen | Anteil der Zweitstimmen |
| --------------------------------- | ---------------- | ---------------------- | ----------------------- |
| Andy Jauch                        | SPD              | 33,3 %                 | 29,5 %                  |
| Philipp Wohlfeil                  | Die Linke        | 21,1 %                 | 20,9 %                  |
| Harald Moritz                     | Grüne            | 16,5 %                 | 16,2 %                  |
| Martin Sattelkau                  | CDU              | 12,2 %                 | 11,6 %                  |
| Volker Schröder                   | Piraten          | 10,8 %                 | 11,0 %                  |
| ?                                 | NPD              | 03,6 %                 | 03,4 %                  |
| ?                                 | pro Deutschland  | 01,5 %                 | 01,3 %                  |
| ?                                 | Freie Wähler     | 00,7 %                 | 0–                      |
| ?                                 | BüSo             | 00,2 %                 | 00,1 %                  |
| –                                 | Tierschutzpartei | –                      | 01,6 %                  |
| –                                 | Die PARTEI       | –                      | 01,1 %                  |
| –                                 | Sonstige         | –                      | 02,5 %                  |
| Wahlberechtigte: 33.423 Einwohner |                  |                        |                         |
| Wahlbeteiligung: 59,9 %           |                  |                        |                         |

## Abgeordnetenhauswahl 2006
Bei der Abgeordnetenhauswahl in Berlin 2006 traten folgende Kandidaten an:
| Name                              | Partei    | Anteil der Erststimmen |
| --------------------------------- | --------- | ---------------------- |
| Andy Jauch                        | SPD       | 35,1 %                 |
| Jutta Matuschek                   | Die Linke | 29,9 %                 |
| Martin Sattelkau                  | CDU       | 11,5 %                 |
| Harald Moritz                     | Grüne     | 09,7 %                 |
| Daniela Knorr                     | NPD       | 04,5 %                 |
| Andreas Brilla                    | WASG      | 04,0 %                 |
| Bernd Ibsch                       | FDP       | 03,7 %                 |
| Timo Hoffmann                     | BüSo      | 00,8 %                 |
| Christian Hesse                   | B*        | 00,8 %                 |
| Wahlberechtigte: 32.505 Einwohner |           |                        |
| Wahlbeteiligung: 56,3 %           |           |                        |

## Abgeordnetenhauswahl 2001
Der Wahlkreis Treptow-Köpenick 1 umfasste zur Abgeordnetenhauswahl am 21. Oktober 2001 die Gebiete Treptow, Plänterwald und Baumschulenweg. Es traten folgende Kandidaten an:
| Name                              | Partei | Anteil der Erststimmen |
| --------------------------------- | ------ | ---------------------- |
| Jutta Matuschek                   | PDS    | 41,2 %                 |
| Christina Lindenberg              | SPD    | 33,3 %                 |
| Carsten Wilke                     | CDU    | 14,6 %                 |
| Harald Moritz                     | Grüne  | 05,5 %                 |
| Tobias Zemke                      | FDP    | 05,4 %                 |
| Wahlberechtigte: 28.065 Einwohner |        |                        |
| Wahlbeteiligung: 66,9 %           |        |                        |

## Abgeordnetenhauswahl 1999
Der Wahlkreis Treptow 1 umfasste zur Abgeordnetenhauswahl am 10. Oktober 1999 die Gebiete Treptow, Plänterwald und Baumschulenweg. Es traten folgende Kandidaten an:
| Name                              | Partei | Anteil der Erststimmen |
| --------------------------------- | ------ | ---------------------- |
| Jutta Matuschek                   | PDS    | 37,5 %                 |
| Martin Sattelkau                  | CDU    | 29,8 %                 |
| Christina Lindenberg              | SPD    | 23,7 %                 |
| Harald Moritz                     | Grüne  | 04,8 %                 |
| Peter Leonhardt                   | PASS   | 03,1 %                 |
| Tobias Zemke                      | FDP    | 01,0 %                 |
| Wahlberechtigte: 27.995 Einwohner |        |                        |
| Wahlbeteiligung: 65,9 %           |        |                        |

## Abgeordnetenhauswahl 1995
Der Wahlkreis Treptow 1 umfasste zur Abgeordnetenhauswahl am 22. Oktober 1995 die Gebiete Treptow, Plänterwald und Baumschulenweg. Jutta Matuschek (PDS) erhielt die meisten Erststimmen.

## Bisherige Abgeordnete
Direkt gewählte Abgeordnete des Wahlkreises Treptow-Köpenick 1 (bis 1999: Treptow 1):
| Jahr | Name             | Partei    | Anteil der Erststimmen |
| ---- | ---------------- | --------- | ---------------------- |
| 2023 | Katalin Gennburg | Die Linke | 25,9 %                 |
| 2021 | Katalin Gennburg | Die Linke | 26,2 %                 |
| 2016 | Katalin Gennburg | Die Linke | 26,4 %                 |
| 2011 | Andy Jauch       | SPD       | 33,3 %                 |
| 2006 | Andy Jauch       | SPD       | 35,1 %                 |
| 2001 | Jutta Matuschek  | PDS       | 41,2 %                 |
| 1999 | Jutta Matuschek  | PDS       | 37,5 %                 |
| 1995 | Jutta Matuschek  | PDS       | 33,0 %                 |